# 林育斌
林育斌（1964年—），中華民國海軍少將退伍（109/12/1），曾任國防部整評司副司長、國防大學海軍學院院長、海軍司令部計畫處長、參謀本部情次室國際處長、2015年「海軍104年敦睦艦隊」長、海軍124艦隊長，畢業於中正預校高中部1982年班（71年班）（中四期）、海軍官校1986年班（75年班）、美國海軍戰爭學院，2013年7月晉升少將。

## 生平

### 軍旅生涯
林育斌更早於中正預校高中部71年班以全校第一名成績畢業，而海軍官校在75年班這一期特別人材輩出，計有
1. 副總長胡展豪中將（113/1/1退役）、
2. 海軍司令部司令唐華二級上將（112/5/1升上將）、
3. 前艦隊指揮部指揮官高嘉濱中將（2019年1月1日晉升中將、已退役）、
4. 前海官校長，前海軍司令部副參謀長，前任海軍司令部督察長袁治中少將（獲得博士學位）、（110/12/01退役）
5. 保修指揮官周燕龍少將已退役（後勤專業）、
6. 東方設計大學的軍訓室主任蕭怡仁少將（前146副艦隊長及海軍技術學校校長、
7. 前國家安全局的馬來西亞主任潘扶興少將已退役等。

7位都是其海官75年班同期同學。
2013年7月1日，晉任少將人員有政治作戰局文宣政教處長余宗基、軍備局計畫評估處處長萬文卓陸官78、軍備局工程營產處處長黃德孝、馬祖防衛指揮部參謀長張俊志78、陸軍後勤指揮部運輸處處長王文浩（2020年8月1日退役）、陸軍234旅旅長孟德中、陸軍第五地區支援指揮部指揮官韓豫平（已退役）、工兵學校校長李懷俊、憲兵202指揮部指揮官周廣齊75年班。海軍有三員。
1. 國防部情次室國際事務處處長林育斌、75年班。
2. 海軍監偵指揮部指揮官黃佑民、77年班。已升中將
3. 海軍陸戰隊指揮部政戰主任孫常德、政戰75，已升政戰官中將

空軍四員。
1. 國防部政治作戰總隊總隊長于親文(已故)政戰74、
2. 國防部戰情中心主任侯榮芳（2020年8月1日退役）、
3. 空軍443聯隊副聯隊長王天祜空官74、
4. 空軍439聯隊副聯隊長陳國華空官74、已升中將
5. 駐泰代表處組長許檉、沈能策以及張永文（陸官79）等19人，
6. 而空軍的陳國華上校是E-2T預警機首批換訓人員，空軍預警機首位晉升少將。

### 聲援政治行動
2025年4月1日，台北市信民協會、台灣國際災難援助基金會、反共護台志工聯盟等數個民間團體舉行「退役將領挺身反共護台：大路跑大縱走」記者會，信民協會理事長黃清龍在記者會中也宣布，退役將領將發起的挺身反共護台行動，後續將於4月4日開拔到重中之重的花蓮，由高齡87歲的丘衛邦、余宗基、林育斌三位將軍邀請花蓮的朋友們慢跑或健走，為家鄉出力。4月10日則前進新北市空軍三重一村，同樣邀請認同反共復國的民眾繞行三重一村樂活健走或超慢跑，屆時到場的退役將領會包括林育斌、于北辰、丘衛邦、劉靖中、趙代川、牛明山多位將軍鳴槍健走。

## 論文
- 陳永康、林育斌（1994）。日本金剛級神盾驅逐艦發展概要。《海軍學術月刊》，28(10)，35-42。